# Jolanta Mrotek
Jolanta Mrotek, Jolanta Mrotek-Grudzińska (ur. 17 maja 1970 w Trzebiatowie) – polska aktorka.

## Życiorys
Absolwentka (1991) Studium Wokalno-Aktorskiego im. Danuty Baduszkowej w Gdyni. Od 1990 występowała w Teatrze Muzycznym w Gdyni, w latach 1993–1994 w Teatrze Muzycznym w Poznaniu, a w latach 1994–1998 była aktorką Teatru Syrena w Warszawie. Od 1995 występowała w programie rozrywkowym Dziennik Telewizyjny Jacka Fedorowicza jako „mgr Mrotek”. W latach 1999–2001 była aktorką warszawskiego teatru „Roma”, a w 2001 Teatru Nowego.
W 1999 zagrała jedną z głównych ról w musicalu Crazy for You w Teatrze Muzycznym „Roma” w Warszawie w reżyserii Wojciecha Kępczyńskiego, choreografii Janusza Józefowicza i pod kierownictwem muzycznym Macieja Pawłowskiego.
Od 2001 do 2014 była solistką Teatru „Sabat” w Warszawie. Od 2002 gra rolę Halszki w serialu telewizyjnym Klan.
Jest mężatką, ma syna.
Jest ambasadorką akcji „Onko Rejs - Wybieram życie”.

## Role teatralne
- 1990: Oliver!, Teatr Muzyczny Gdynia
- 1991: Żołnierz królowej Madagaskaru – pani Halineczka, Teatr Muzyczny Gdynia
- 1991: Człowiek z La Manchy – Antonia, dziewczyna Mauryjska, więźniarka, Teatr Muzyczny Gdynia
- 1992: Opera za trzy grosze – Dolly, Teatr Muzyczny Gdynia
- 1992: West Side Story – Consuela, Teatr Muzyczny im. Danuty Baduszkowej Gdynia
- 1994: Student żebrak – Bronisława, Teatr Muzyczny Poznań
- 1994: Hrabina Marica – Liza, Teatr Muzyczny Poznań
- 1994: Ludożercy – Biała Lady-Balangana, Teatr Syrena Warszawa
- 1995: Noc w teatrze – Ofelia, Teatr Syrena Warszawa
- 1995: Książę i żebrak – Paź, Teatr Syrena Warszawa
- 1995: Rewia na luzie, Teatr Syrena Warszawa
- 1995: Irena do ... Benefis Ireny Kwiatkowskiej, Teatr Syrena Warszawa
- 1996: Królowa przedmieścia – cyrkówka z tamburinem, Teatr Syrena Warszawa
- 1997: Rozkoszna dziewczyna – Anetka, Teatr Syrena Warszawa
- 1997: Człowiek we fraku, Teatr Syrena Warszawa
- 1998: Biedny B.B. – panna H, Teatr Syrena Warszawa
- 1999: Crazy for You – Irena Roth, Tess, Teatr Muzyczny „Roma” Warszawa
- 1999: Wesoła wdówka – Sylviana, Teatr Muzyczny „Roma” Warszawa
- 2000: Orfeusz w piekle, Teatr Muzyczny „Roma” Warszawa
- 2001: Zagraj to jeszcze raz, Sam – Sina, Teatr Nowy Warszawa
- 2001: Rewia... moja miłość!, Teatr Sabat Warszawa
- 2001: Serenada księżycowa czyli..., Teatr Sabat Warszawa
- 2002: Broadway Foksal Street – Tania, Teatr Sabat Warszawa
- 2004: Witaj Europo, Teatr Sabat Warszawa
- 2005: Od Chopina do Moniuszki, Teatr Sabat Warszawa
- 2006: Pocałunki świata, Teatr Sabat Warszawa
- 2001: Rewia Forever, Teatr Sabat Warszawa
- 2013: Hollywood na Foksal, Teatr Sabat Warszawa

Źródło:

## Filmografia

### Seriale TV
- 1997–2005 Dziennik telewizyjny – mgr Mrotek, reż. J. Fedorowicz
- 1998–1999: Klan – rejestratorka w lecznicy, reż. P. Karpiński
- 1999: Tygrysy Europy – Kobieta w klubie, reż. J. Gruza
- 2000 Lokatorzy, Wanda, reż. M. Sławiński
- 2000 Przeprowadzki, sekretarka, reż. L. Wosiewicz
- 2000 13 Posterunek 2, Isaura, reż. M. Ślesicki
- 2000 M jak miłość, Grażyna Lewandowska
- 2001 Decyzja należy do ciebie, reż. J. Zaorski
- 2002–2003: Samo życie – Grażyna Janicka – lekarz kardiolog, reż. W. Pacyna
- 2002–2015 : Klan – Arleta Halszka Kosicka
- 2003: Tygrysy Europy 2 – Jola, sekretarka Chodźki
- 2005: Pensjonat pod Różą – Krasucka, matka Marka
- 2007–2009: Tylko miłość – Marzena, była dziennikarka telewizyjna; dj Radia „Freak”; koleżanka Karoliny Tudor
- 2009: Przeznaczenie – Kalina, koleżanka Basi
- 2011: Plebania – Ela Plutecka
- 2011: Instynkt – Krystyna Bieniek, matka Marcina
- 2012: Komisarz Alex – Lidia Siwiec, właścicielka SPA
- 2013: Rodzinka.pl – matka (odc. 94)
- 2014: Ojciec Mateusz – Hanna, koleżanka Natalii

### Filmy
- 1988: La cambiale di matrimonio – główna rola, Funny, prod. pol.-włoska, reż. Frank de Quell
- 1992: Żołnierz królowej Madagaskaru, Halineczka, reż. J. Gruza
- 2001: Gulczas, a jak myślisz..., reż. J. Gruza
- 2001: Przychodnia każdego przechodnia
- 2002: E=mc²
- 2002: Yyyreek!!! Kosmiczna nominacja – sekretarka prezesa stacji telewizyjnej
- 2005: Rajustopy – Beata, kochanka Piotra
- 2005: Lawstorant
- 2007: Ryś

Źródło: